# Ludwig Bieringer (Generalmajor)
Ludwig Bieringer (* 12. August 1892 in Metz; † 22. Januar 1975 in Hannover) war ein deutscher Generalmajor im Zweiten Weltkrieg.

## Leben
Bieringer trat am 19. Juli 1913 als Fahnenjunker in die 1. Rheinische Train-Abteilung Nr. 8 in Koblenz ein. Mit Ausbruch des Ersten Weltkriegs erfolgte seine Ernennung zum Fähnrich und bereits wenige Tage darauf am 7. August 1914 mit Patent vom 19. Dezember 1912 die Beförderung zum Leutnant. Während des Krieges wurde Bieringer als Kolonnen- sowie als Bataillonsführer im Fußartillerie-Bataillon Nr. 137 verwendet und am 22. März 1918 zum Oberleutnant befördert. Für seine Leistungen hatte Bieringer beide Klassen des Eisernen Kreuzes sowie das Friedrich-August-Kreuz II. Klasse erhalten.
Nach Kriegsende und Rückführung in die Heimat kam er Mitte Dezember 1918 wieder zu seiner Train-Abteilung und schloss sich dann Ende März 1919 der als Freikorps tätigen Marine-Brigade von Roden an. Hier war Bieringer als Ordonnanzoffizier beim Stab. Zum 1. Oktober 1919 erfolgte seine Übernahme in die Vorläufige Reichswehr und nach der Bildung der eigentlichen Reichswehr wurde Bieringer Adjutant der 2. (Preußische) Fahr-Abteilung. Kurz darauf folgte bis Ende Mai 1924 seine Versetzung in die 1. (Preußische) Fahr-Abteilung und anschließend war Bieringer bis zum 30. April 1933 in der 5. Fahr-Abteilung tätig. Hier wurde er zwischenzeitlich am 1. Juni 1926 zum Rittmeister befördert und als Eskadronchef verwendet. Ab 1. Mai 1933 gehörte Bieringer dem Stab der Fahrtruppen der 7. Division an.
In der Zeit des Nationalsozialismus stieg Bieringer am 1. Januar 1937 zum Oberstleutnant auf. In dieser Zeit verfasste er die "Fahr-" später "Nachschub-Fibel", als allgemeine Einführung in Aufgaben und Organisation der rückwärtigen Dienste der Wehrmacht. Zwischen 1937 und 1939 war Bieringer als Lehrgangsleiter an der Heeres-Nachschubschule bzw. an der Fahrtruppen-Schule Hannover tätig. Nach dem Beginn des Zweiten Weltkriegs wurde Bieringer am 26. August 1939 Armee-Nachschubführer 541 und am 1. Januar 1940 zum Oberst befördert. Ab 1. August 1940 war er für einen Monat in der Führerreserve und fungierte anschließend bis Ende Mai 1942 als Armee-Nachschubführer 561. Unter anderem wurde er dabei an der Ostfront eingesetzt.
Ab dem 15. Juli 1943 wurde Bieringer in Norditalien eingesetzt, um dort die Versorgung der Truppen zu gewährleisten. Ab dem 15. November wurde er jedoch nach Frankreich versetzt und blieb dort bis zum 1. April 1944. Kurze Zeit noch, bis zum 18. August 1944 war er Feldkommandant 800, bis er in US-amerikanische Kriegsgefangenschaft geriet und in das Kriegsgefangenenlager Camp Clinton in  Clinton (Mississippi) kam, aus der er am 13. Mai 1947 entlassen wurde.